# Isophya cania
Isophya cania är en insektsart som beskrevs av Karabag 1975. Isophya cania ingår i släktet Isophya och familjen vårtbitare. Inga underarter finns listade i Catalogue of Life.